# バトル級駆逐艦
バトル級駆逐艦（英語: Battle class destroyer）は、イギリス海軍が運用していた駆逐艦の艦級。1942年度計画による前期型と1943年度計画による後期型にわけられる。ただし当初予定されていた大量建造は、第二次世界大戦の終結により実現しなかった。またオーストラリア海軍も準同型艦2隻を建造した。

## 来歴
戦間期のイギリス海軍は、駆逐艦の艦砲を対空・対水上の両用砲とした場合、砲塔機構が複雑化して機力補助が必須となり、また重心上昇から復原性低下にもつながることを懸念しており、爆撃機は駆逐艦よりも戦艦などの高価値目標に集中するものと想定していたこともあって、駆逐艦への両用砲の搭載には消極的であった。しかし第二次世界大戦劈頭のノルウェーおよびダンケルク撤退作戦での戦訓から、この想定の誤りが明らかになり、両用砲の搭載が模索されることとなった。
1940年、この要請に対して、海軍装備部長はまず既存の艦砲の最大仰角を55度に増すことで対応し、第5次戦時急造艦隊（S級）より装備化された。しかしこれはあくまで彌縫策に過ぎず、急降下爆撃機に対抗するには少なくとも更に20度の仰角増大が必要であった。陸軍の高射砲は最大仰角85度に対応していたことから、この砲架も試験されたものの、動揺する艦上での操砲困難が指摘され、断念された。一方、これらの砲架と組み合わせるための砲としては、従来の45口径12cm砲（QF 4.7インチ砲Mk.IX）より弾道特性が良好で、1発あたりの弾量も重い45口径11.4cm砲（QF 4.5インチ砲）の開発が進められていた。
1940年10月21日、戦術・幕僚業務課長（Director of Tactical and Staff Duties Division, DTSD）は、今後駆逐艦に搭載する長射程砲は全て両用砲とすべきである、と表明した。DTSDの構想では、この種の大仰角砲2基とともに、40mm機銃2基および20mm機銃4基が予定されていた。1942年度計画駆逐艦の検討にあたり、1941年4月9日に第三海軍卿補（Deputy Controller）が主宰した会議において、この問題が議論されることとなった。
6月22日には3つの設計案が作成された。このうち造艦局長（DNC）が作成した連装砲3基搭載の案が採択されたが、DNCは4.5インチ連装砲3基として試算していたのに対し、検討の過程で4.7インチ連装砲2基に変更され、10月9日には幕僚要求事項が認可された。しかしその後も検討が重ねられており、まず実戦部隊からの要望によって、前方火力強化のため艦砲が艦首側に集中配備されることとなった。また1942年2月の決定により、同年度以降の艦では4.5インチ砲を搭載することとされたことから、本級の搭載砲も4.5インチ連装砲に変更された。ただし搭載数は2基のままとされた。これに基いて建造されたのが本級であり、まず1942年度計画で16隻が建造された。また1943年度計画での建造艦についても抜本的な検討が重ねられたが、結局本級を元に装備を改正した後期型となり、24隻の建造を予定したが、第二次世界大戦の終結によって8隻のみが竣工した。
ただし本級はあまりに大きく高価であり、艦隊駆逐艦を全て本級とすることは不可能だった。このため、海軍はハイ・ロー・ミックス運用を採択し、1942年度計画では、本級とともにCh・Co・Cr級が、また1943年度計画では、戦時急造駆逐艦と同規模の中間的駆逐艦としてウェポン級が建造された。

## 設計
戦時急造駆逐艦は、特にQ級以降は基本設計をほとんど変更せず、基準排水量1,700トン級、全長110メートル級という基本諸元も連綿と踏襲されてきていた。これに対し本級は、大重量の両用砲を搭載する必要から、一気に基準排水量2,300トン級、全長115メートルと大型化した。また上記の経緯より、実戦部隊からの要望を受けて、前方火力強化のため艦砲を艦首側に集中配備するため、船首楼を延長して艦橋構造物を後方に移動し、印象的な艦容となった。当初計画では、対空射撃の安定性の観点からフィンスタビライザーの装備が予定されていたが、艦内容積の有効活用のため、「カンパーダウン」「フィニステル」の2隻以外では省かれることとなった。
艦型の拡大に対応して、50,000馬力の出力が求められたことから、機関部はL級の発展型とされた。蒸気温度は700 °F (371 °C)、圧力は400 lbf/in2 (28 kgf/cm2)と、一躍高温高圧化が図られている。ただしボイラーはアドミラルティ式3胴型水管ボイラー、タービンはパーソンズ式オール・ギヤード・タービンという基本構成は踏襲され、ボイラー2缶の方針も堅持された。
なお後期型では、缶室と機械室のシフト配置化も検討されていた。これは1941年にアメリカ海軍「キアニー」が被雷した際に優れた生残性を示したことに触発されたものであったが、設計を大規模に変更することによる不確定要素を避けるために見送られ、同年度のウェポン級以降の採用となった。
電源としては、タービン主発電機（出力200キロワット）2基とディーゼル停泊発電機（出力100キロワット）3基を搭載した。

## 装備

### センサー
レーダーは戦時急造駆逐艦と同様、早期警戒用の291型と目標捕捉用の293型の組み合わせが原則とされた。ただし293型のみでも十分な対空捜索能力を備えていた上に、ドイツ軍のレーダーが291型と同じ周波数を使っており、逆探知される恐れが指摘されたことから、1945年1月、293型を搭載している艦には291型を搭載しないよう勧告がなされた。
本級では、Ch級以降の戦時急造駆逐艦と同様に、レーダーを含む目標情報を集中処理する区画としてのAIO（Action Information Organisation）、293型など目標捕捉レーダーの情報を射撃指揮に直接活用するためのTIU-2（Target Indication Unit）の専用区画であるTIR、通信・通信傍受情報を処理するQD区画と、これら全ての情報システムを実装している。

### 武器システム

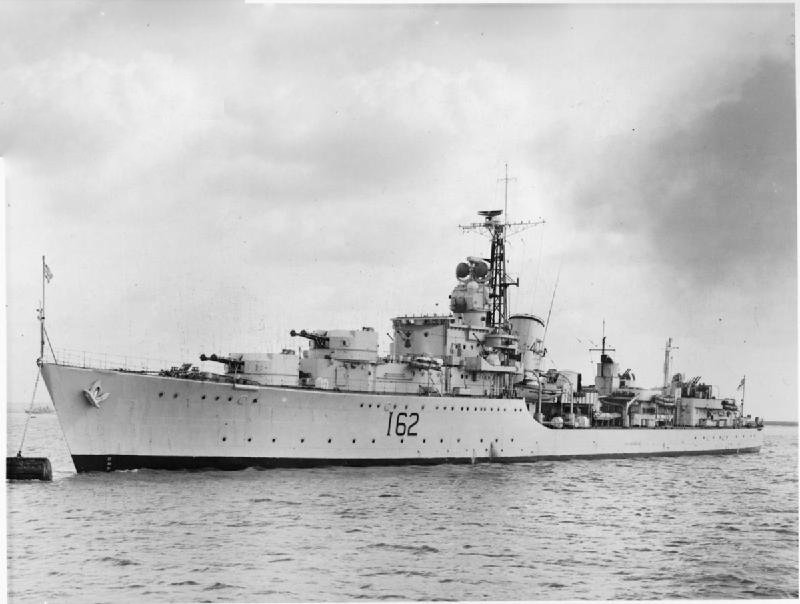
「ジャトランド」 (1943年型)

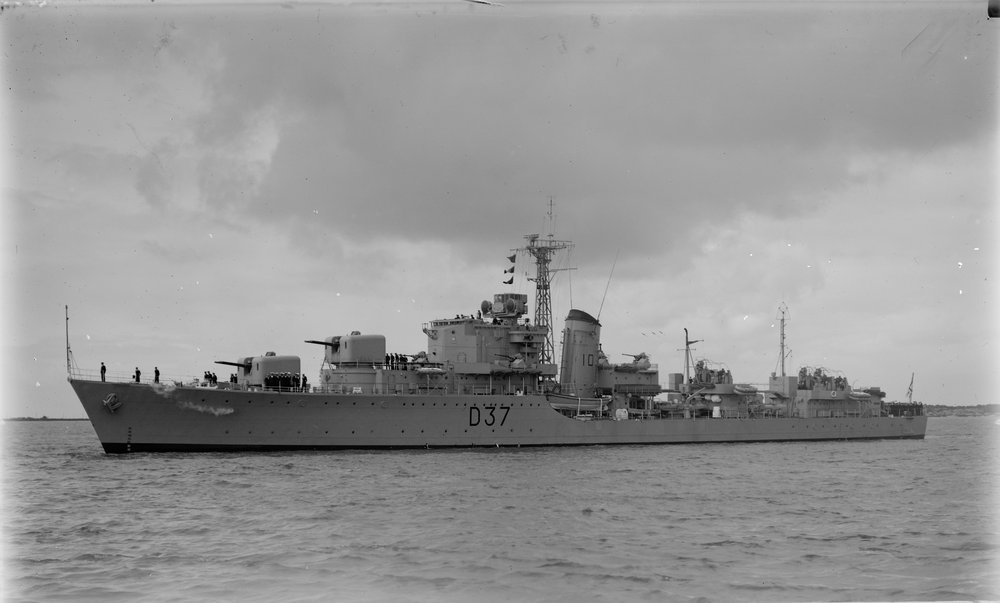
「トブルク」(豪海軍仕様)

艦砲としては、前期型では45口径11.4cm砲（QF 4.5インチ砲Mk.III）を連装のRP.10 Mk.IV砲架と組み合わせて搭載した。これは最大仰角80度と、イギリス駆逐艦の搭載砲としては初の完全な両用砲であった。また後期型では砲架をRP.10 Mk.IV*に改正した。これらはいずれも遠隔機力操縦（remote power control, RPC）の導入が図られており、方位盤からの砲架の遠隔操縦に対応した。また軽量なMk.VI砲架の完成に伴い、1943年度艦の後期建造分ではこちらに換装する予定であったが、これらの艦は建造自体が中止されたため、実現しなかった。ただしオーストラリア海軍向けの建造分ではこちらが採用されている。
方位盤としては、前期型ではCr級で装備化されたMk.VI両用方位盤（275型レーダー装備）が搭載された。ただし本級では、新型のフライプレーン照準算定機が搭載されている。また後期型では、従来からイギリス側が熱望していたアメリカ製のMk.37方位盤が搭載されていた。
これらの両用砲に加えて、前期型では夜戦時の星弾用として、煙突後方に高角・平射両用の40口径10.2cm単装砲（QF 4インチ砲Mk.XIX）を搭載することとされていたが、実際には「アルマダ」「バーフルーア」「カンパーダウン」「ホーグ」「トラファルガー」の5隻でのみ搭載されており、後に56口径40mm単装機銃2基に換装された。また後期型ではこれを45口径11.4cm砲（QF 4.5インチ砲Mk.IV）と単装平射砲であるRP.50 Mk.V*砲架の組み合わせに変更し、対水上火力の強化を図った。
近距離用の対空兵器としては、S級以降標準となったヘイズメイヤー式のFCS連動56口径40mm連装機銃が採用された。ただし従来の駆逐艦では船体軸線上に1基のみの搭載であったのに対し、本級前期型では、艦砲を船首楼側に集中配置し、中部・後部甲板に広大なスペースが確保されたことから、ここに4基という多数を搭載した。また後期型では、新開発のSTAAG（Stabilized Tachymetric Anti-Aircraft Gun）式56口径40mm連装機銃3基に変更されたが、生産遅延のため、当初はSTAAG 2基とMk.V 1基の構成となっていた。この他、これらを補完して、70口径20mm連装機銃と同単装機銃2基ずつが搭載されていたが、近接防空火力強化の要請から、後に39口径40mm単装機銃（2ポンド・ポンポン砲）に換装した。
対艦兵器は、1927年度のA級以降のイギリス駆逐艦では21インチ4連装魚雷発射管2基が基本とされてきた。1935年度のI級から37年度のK級で一時期5連装2基に増備されたものの、戦時急造駆逐艦では再び4連装2基に差し戻されており、前期バトル級でも踏襲された。しかしツェルベルス作戦においてドイツ海軍の戦艦「シャルンホルスト」のドーバー海峡突破を許したことへの反省や、太平洋戦域での戦訓から雷装強化が要請されるようになった。大日本帝国海軍の駆逐艦「島風」が5連装発射管を搭載していたことも踏まえて、後期バトル級では5連装発射管2基に増備されることとなった。当初は発射管の機力稼働化も検討されたものの、重量マージンの問題から実現しなかった。

### A/D改修
1954年から1955年にかけて、各艦隊司令官はレーダーピケット艦の整備が火急の要であると認識するようになっていた。イギリス海軍では、1940年代後半に一度艦隊航空管制護衛艦（Fleet Aircraft Direction Escort, FADE）としてレーダーピケット艦の整備を計画したものの断念した経緯があったが、これらの要請に応えて検討を再開することとなった。FADEの検討では専用艦の新造は困難とされており、既存の艦を改装することとなった。前期バトル級は設計上の不都合が指摘されたことから、1955-65年度の中期計画では、ウェポン級と後期バトル級が改装対象として選定された。後期バトル級の改修は「エジンコート」「アイシン」「バローサ」「コラナ」の4隻を対象として、1958年より着手された。
この改修はFADEと同様に、単なるレーダーピケット艦ではなく、地上基地や航空母艦から来援する戦闘機に対する航空管制をも目的としたものであり、航空管制（Aircraft Detection, A/D）艦と称された。改修内容は下記のようなものであった。
- レーダーの強化 - 早期警戒用の965P型レーダー（AKE-2アンテナ）、高角測定用の277Q型レーダーの搭載
- 指揮統制能力の強化 - 戦闘指揮所（AIO）の機能強化
- 自衛防空能力の強化 - シーキャットGWS.22個艦防空ミサイルの搭載
- 送電規格変更、電源容量の拡張 - 新搭載の電子機器にあわせて、従来の直流送電に替えて、新しい標準である440ボルト/60ヘルツの三相交流に変更[7]、また出力100キロワットのディーゼル発電機を200キロワットの発電機2基に換装
- 探信儀の更新

これらのバーターとして、艦首の2連装4.5インチ砲塔×2基と艦尾のスキッド対潜迫撃砲を除く兵装は全て撤去された。
なお、同時に改修されたウェポン級や、その代替となったリアンダー級フリゲートでは、レーダーピケット艦の必須装備である965型レーダーは搭載されたものの、航空管制用の諸装備は搭載されなかったことから、A/D改修を受けた後期バトル級4隻は「唯一の本物の艦隊ピケット艦」とも評される。

## 諸元表
|            | イギリス海軍                                                            | イギリス海軍                                                            | イギリス海軍                                                            | オーストラリア海軍                                                      |
| 1942年型   | 1943年型                                                                | 1943年型                                                                |                                                                         | オーストラリア海軍                                                      |
| 1942年型   | 就役当初                                                                | A/D改修艦                                                               |                                                                         | オーストラリア海軍                                                      |
| ---------- | ----------------------------------------------------------------------- | ----------------------------------------------------------------------- | ----------------------------------------------------------------------- | ----------------------------------------------------------------------- |
| 基準排水量 | 2,315トン                                                               | 2,480トン                                                               | 2,780トン                                                               | 2,436トン                                                               |
| 満載排水量 | 3,290トン                                                               | 3,430トン                                                               | 3,430トン                                                               | 3,450トン                                                               |
| 全長       | 379フィート (116 m)                                                     | 379フィート (116 m)                                                     | 379フィート (116 m)                                                     | 379フィート (116 m)                                                     |
| 全幅       | 40.25フィート (12.27 m)                                                 | 40.50フィート (12.34 m)                                                 | 40.50フィート (12.34 m)                                                 | 41.00フィート (12.50 m)                                                 |
| 喫水       | 常備時：12.75フィート (3.89 m) 満載時：15.3フィート (4.7 m)             | 常備時：12.75フィート (3.89 m) 満載時：15.3フィート (4.7 m)             | 常備時：12.75フィート (3.89 m) 満載時：15.3フィート (4.7 m)             | 常備時：12.75フィート (3.89 m) 満載時：15.3フィート (4.7 m)             |
| ボイラー   | アドミラルティ型三胴式水管ボイラー×2基 (400 lbf/in2 (28 kgf/cm2), 370℃) | アドミラルティ型三胴式水管ボイラー×2基 (400 lbf/in2 (28 kgf/cm2), 370℃) | アドミラルティ型三胴式水管ボイラー×2基 (400 lbf/in2 (28 kgf/cm2), 370℃) | アドミラルティ型三胴式水管ボイラー×2基 (400 lbf/in2 (28 kgf/cm2), 370℃) |
| 主機関     | パーソンズ・ギヤード蒸気タービン×2基                                    | パーソンズ・ギヤード蒸気タービン×2基                                    | パーソンズ・ギヤード蒸気タービン×2基                                    | パーソンズ・ギヤード蒸気タービン×2基                                    |
| 出力       | 50,000 shp (37 MW)                                                      | 50,000 shp (37 MW)                                                      | 50,000 shp (37 MW)                                                      | 50,000 shp (37 MW)                                                      |
| 推進器     | スクリュープロペラ×2軸                                                  | スクリュープロペラ×2軸                                                  | スクリュープロペラ×2軸                                                  | スクリュープロペラ×2軸                                                  |
| 最大速力   | 34.00ノット (62.97 km/h)                                                | 35.75ノット (66.21 km/h)                                                | 35.75ノット (66.21 km/h)                                                | 35ノット (65 km/h)                                                      |
| 乗組員     | 平時：247名 戦時：308名                                                 | 平時：232名 戦時：268名                                                 | 268名                                                                   | アンザック：320名 トブルク：290名                                       |
| 兵装       | 45口径11.4cm砲（QF 4.5インチ砲Mk.III）×4門 連装砲塔Mk.IV×2基            | 45口径11.4cm砲（QF 4.5インチ砲Mk.III）×4門 連装砲塔Mk.IV×2基            | 45口径11.4cm砲（QF 4.5インチ砲Mk.III）×4門 連装砲塔Mk.IV×2基            | 45口径11.4cm砲 （QF 4.5インチ砲Mk.III）×4門 連装砲塔Mk.VI×2基           |
| 兵装       | 40口径10.2cm単装高角砲 （QF 4インチ砲Mk.XIX）×1基                       | 45口径11.4cm単装砲 （QF 4.5インチ砲Mk.V）×1基                           | シーキャットGWS.22 PDMS 4連装発射機×1基                                 | 45口径11.4cm砲 （QF 4.5インチ砲Mk.III）×4門 連装砲塔Mk.VI×2基           |
| 兵装       | 56口径40mm連装機銃 ヘイズメイヤーMk.IV砲座×4基                          | 56口径40mm連装機銃 STAAG Mk.II砲座×2基                                  | シーキャットGWS.22 PDMS 4連装発射機×1基                                 | 56口径40mm連装機銃 STAAG Mk.II砲座×3基                                  |
| 兵装       | 56口径40mm連装機銃 ヘイズメイヤーMk.IV砲座×4基                          | 56口径40mm連装機銃 utility Mk.V砲座×1基                                 | シーキャットGWS.22 PDMS 4連装発射機×1基                                 | 56口径40mm連装機銃 STAAG Mk.II砲座×3基                                  |
| 兵装       | 56口径40mm単装機銃 Mk.VII砲座×4-6基                                     | 56口径40mm単装機銃 Mk.VII砲座×2基                                       | 70口径20mm連装機銃×1基                                                  | 56口径40mm単装機銃 Mk.VII砲座×6基                                       |
| 兵装       | 533mm 4連装魚雷発射管×2基                                               | 533mm 5連装魚雷発射管×2基                                               | －                                                                      | 533mm 5連装魚雷発射管×2基                                               |
| 兵装       | 爆雷投下軌条×2基 爆雷投射機×4基 ※スキッド対潜迫撃砲×1基に後日換装       | スキッド対潜迫撃砲×1基                                                  | スキッド対潜迫撃砲×1基                                                  | スキッド対潜迫撃砲×1基                                                  |
| レーダー   | 291型 早期警戒用                                                        | 291型 早期警戒用                                                        | 965型 早期警戒用                                                        | －                                                                      |
| レーダー   | 291型 早期警戒用                                                        | 291型 早期警戒用                                                        | 278型 高角測定用                                                        | －                                                                      |
| レーダー   | 293型 目標捕捉用                                                        |                                                                         |                                                                         |                                                                         |
| ソナー     | 144型 捜索用                                                            | 144型 捜索用                                                            | 174型/177型 捜索用                                                      | 174型/177型 捜索用                                                      |
| ソナー     | 147型 攻撃用                                                            | 147型 攻撃用                                                            | 170型 攻撃用                                                            | 170型 攻撃用                                                            |

## 同型艦
前期型は1943年後半から1945年中頃にかけて起工されたが、当時のイギリスで建造された駆逐艦と同様に武装の供給遅延に悩まされ、戦争の終結までに少数しか進水できず、全隻は必要ないことが判明した。その結果、海軍本部は1945年9月に16隻の発注をキャンセルし、すでに建造中の「モンス」「オムダルマン」「ソンム」「リバー・プレート」「セント・ルシア」「サン・ドミンゴ」「ウォータールー」は解体された。それに加えて、「アルベエラ」「ジャトランド」「ナミュール」「オーデナーデ」「イープル」「ヴィミエラ」の6隻は後日の建造に備え、保管された。また、終戦に伴い建造中の後期型の多くは1945年12月に建造中止となり、後期型で就役したのは8隻のみである。
バトル級駆逐艦の場合は1950年に考慮する機会があったものの、「イープル」と「ヴィミエラ」がデアリング級駆逐艦に改設計されたうえで、それぞれ「ディスダイン」と「ダナエー」に改名され建造が再開されたが、それ以外の4隻は1957年から1961年にかけて廃棄された。また「ダナエー」は進水前に建造中止となり解体され、「ディスダイン」のみが「デライト」に改名したうえで就役した。
なお、前期型のうち2隻がパキスタン海軍、1隻がパフラヴィー朝時代のイラン海軍に譲渡されている。
| 仕様     | #   | 艦名                            | 艦名の由来                           | 造船所                          | 起工 | 進水 | 就役 | その後 |
| -------- | --- | ------------------------------- | ------------------------------------ | ------------------------------- | --- | --- | --- | --- |
| 前期型   | D80 | バーフラー HMS Barfleur         | バルフルール岬の海戦                 | スワン・ハンター                | 1942年 10月28日 | 1943年 9月14日 | 1944年 9月14日 | 1958年に予備役編入。 1966年、スクラップとして解体 |
| 前期型   | D77 | トラファルガー HMS Trafalgar    | トラファルガーの海戦                 | スワン・ハンター                | 1943年 | 1944年 1月12日 | 1945年 7月23日 | 1963年に退役。 1971年にスクラップとして解体。 |
| 前期型   | D18 | セントキッツ HMS St. Kitts      | セントキッツの海戦                   | スワン・ハンター                | 1943年 9月8日 | 1944年 10月4日 | 1946年 1月21日 | 1957年退役。 1962年2月19日にスクラップとして売却。 |
| 前期型   | D14 | アラマダ HMS Armada             | アルマダの海戦                       | ホーソン・レスリー              | 1942年 12月29日 | 1943年 12月9日 | 1945年 7月2日 | 1960年に退役。 1965年にスクラップとして解体 |
| 前期型   | D70 | ソルベイ HMS Solebay            | ソールベイの海戦                     | ホーソン・レスリー              | 1943年 2月3日 | 1944年 2月22日 | 1945年 9月25日 | 1962年4月に退役。 1967年にスクラップとして売却。 |
| 前期型   | D84 | セインツ HMS Saintes            | セインツの海戦                       | ホーソン・レスリー              | 1943年 6月8日 | 1944年 7月19日 | 1946年 9月27日 | 1962年5月に退役。 1972年、スクラップとして解体。 |
| 前期型   | D32 | キャンパーダウン HMS Camperdown | キャンパーダウンの海戦               | フェアフィールド                | 1942年 10月30日 | 1944年 2月8日 | 1945年 6月18日 | 1970年にスクラップとして解体 |
| 前期型   | D55 | フィニステル HMS Finisterre     | フィニステレ岬の海戦                 | フェアフィールド                | 1942年 12月8日 | 1944年 6月22日 | 1945年 9月11日 | 1965年に退役。 1967年、スクラップとして解体 |
| 前期型   | D74 | ホーグ HMS Hogue                | ラ・オーグの海戦                     | キャメル・レアード              | 1943年 1月6日 | 1944年 4月21日 | 1945年 7月24日 | 1959年、インド海軍軽巡洋艦「マイソール」と衝突事故を起こす。 重大な損傷を負いシンガポールに係留。1962年にスクラップとして解体。                                                                  |
| 前期型   | D44 | ラゴス HMS Lagos                | ラゴスの海戦                         | キャメル・レアード              | 1943年 8月8日 | 1944年 8月4日 | 1945年 11月2日 | 1960年に退役。 1967年、スクラップとして解体 |
| 前期型   | D47 | ギャバード HMS Gabbard          | ギャバード沖の海戦                   | スワン・ハンター                | 1944年 2月2日 | 1945年 3月16日 | 1946年 12月10日 | 1953年に英海軍より退役。1957年にパキスタン海軍に譲渡され、バドル（PNS Badr）に改名。 1985年にパキスタン海軍より退役。後に解体。                                                                  |
| 前期型   | D24 | グラヴェリンズ HMS Gravelines   | グラヴリンヌ沖海戦                   | キャメル・レアード              | 1943年 8月10日 | 1944年 11月20日 | 1946年 6月14日 | 1961年、スクラップとして解体 |
| 前期型   | D60 | スルイス HMS Sluys              | スロイスの海戦                       | キャメル・レアード              | 1943年 11月24日 | 1945年 2月28日 | 1946年 9月30日 | 1967年1月26日、イラン海軍に譲渡されアルテミス（Artemiz）に改名。 1985年にダマヴァンド（Damavand）に改名。1990年より非稼働状態と言われる。                                                        |
| 前期型   | D79 | カディス HMS Cadiz              | カディスの戦い                       | フェアフィールド                | 1943年 5月10日 | 1944年 9月16日 | 1946年 4月12日 | 1956年にパキスタン海軍へ譲渡されカイバル（PNS Khaibar）と改名。 第三次印パ戦争中の1971年12月4日、カラチ沖にてインド艦隊を迎撃するがインド海軍のミサイル艇の攻撃により撃沈。                      |
| 前期型   | D65 | セントジェームズ HMS St. James  | 聖ジェームズの日の海戦               | フェアフィールド                | 1943年 5月20日 | 1945年 6月7日 | 1946年 7月12日 | 1961年、スクラップとして解体 |
| 前期型   | D31 | ヴィゴ HMS Vigo                 | ビーゴ湾の海戦                       | フェアフィールド                | 1943年 9月11日 | 1945年 9月27日 | 1946年 11月9日 | 1959年10月1日に退役。 1964年、スクラップとして解体 |
| 後期型   | D86 | エジンコート HMS Agincourt      | アジャンクールの戦い                 | ホーソン・レスリー              | 1943年 12月12日 | 1945年 1月29日 | 1947年 6月25日 | 1972年退役。 1974年、スクラップとして解体。 |
| 後期型   | D17 | アラメイン HMS Alamein          | エル・アラメインの戦い               | ホーソン・レスリー              | 1944年 3月1日 | 1945年 5月12日 | 1947年 3月20日 | 1959年退役。 1964年、スクラップとして解体。 |
| 後期型   | D22 | アイシン HMS Aisne              | エーヌの戦い                         | ヴィッカース・ アームストロング | 1943年 8月26日 | 1945年 5月12日 | 1947年 3月20日 | 1968年退役。 1970年、スクラップとして解体。 |
| 後期型   | n/a | アルブエラ HMS Albuera          | アルブエラの戦い                     | ヴィッカース・ アームストロング | 1943年 9月 | 1945年 8月28日 | 1945年12月に建造中止。 | 1945年12月に建造中止。 |
| 後期型   | D68 | バローサ HMS Barrosa            | バロッサの戦い                       | ジョン・ブラウン                | 1943年 12月28日 | 1945年 1月17日 | 1947年 2月14日 | 1968年に退役。 1978年にスクラップとして解体。 |
| 後期型   | D43 | マタパン HMS Matapan            | マタパン岬沖海戦                     | ジョン・ブラウン                | 1943年 3月11日 | 1945年 4月30日 | 1947年 9月5日 | 1977年に退役。 1979年にスクラップとして解体 |
| 後期型   | D97 | コラナ HMS Corunna              | コルーニャの戦い                     | スワン・ハンター                | 1944年 4月12日 | 1945年 5月29日 | 1947年 6月6日 | 1967年に退役。 1975年、スクラップとして解体 |
| 後期型   | n/a | オーデナーデ HMS Oudenarde      | アウデナールデの戦い                 | スワン・ハンター                | 1944年 10月 | 1945年 9月11日 | 1945年12月に建造中止 | 1945年12月に建造中止 |
| 後期型   | n/a | リバープレート HMS River Plate  | ラプラタ沖海戦                       | スワン・ハンター                | 1945年 4月 | 1945年12月に建造中止 | 1945年12月に建造中止 | 1945年12月に建造中止 |
| 後期型   | D09 | ダンカーク HMS Dunkirk          | ダンケルクの戦い (ダイナモ作戦)      | アレクサンダー・ スティーブンス | 1944年 7月19日 | 1945年 8月27日 | 1946年 11月27日 | 1963年に退役。 1965年にスクラップとして解体 |
| 後期型   | D62 | ジャトランド HMS Jutland        | ユトランド沖海戦                     | アレクサンダー・ スティーブンス | 1945年 | 1946年 2月20日 | 1947年 7月30日 | 1965年、スクラップとして解体 |
| 後期型   | n/a | セントルシア HMS St. Lucia      | セントルシア沖海戦                   | アレクサンダー・ スティーブンス | 1945年 | 1945年12月に建造中止 | 1945年12月に建造中止 | 1945年12月に建造中止 |
| 後期型   | n/a | ベル・イスル HMS Belle Isle     | ベル＝イル占領                       | フェアフィールド                | 1943年 11月 | 1946年 2月7日 | 1945年12月に建造キャンセル ドックを開けるため進水段階まで建造され、進水後に解体。 | 1945年12月に建造キャンセル ドックを開けるため進水段階まで建造され、進水後に解体。 |
| 後期型   | n/a | オムダーマン HMS Omdurman       | オムダーマンの戦い                   | フェアフィールド                | 1944年 3月 | 1945年12月に建造中止。 | 1945年12月に建造中止。 | 1945年12月に建造中止。 |
| 後期型   | n/a | ジャトランド HMS Jutland        | ユトランド沖海戦                     | ホーソン・レスリー              | 1944年 8月 | 1945年 11月2日 | 1945年12月に建造中止。 | 1945年12月に建造中止。 |
| 後期型   | n/a | モンス HMS Mons                 | モンスの戦い                         | ホーソン・レスリー              | 1945年 6月 | 1945年12月に建造中止。 | 1945年12月に建造中止。 | 1945年12月に建造中止。 |
| 後期型   | n/a | ポイスティアーズ HMS Poictiers  | ポワティエの戦い                     | ホーソン・レスリー              | 1944年 2月 | 1946年 1月4日 | 1945年12月に建造キャンセル ドックを開けるため進水段階まで建造され、進水後に解体。 | 1945年12月に建造キャンセル ドックを開けるため進水段階まで建造され、進水後に解体。 |
| 後期型   | n/a | ナムール HMS Namur              | ナミュール攻囲戦                     | キャメル・レアード              | 1944年 4月 | 1945年 6月12日 | 1945年12月に建造中止。 | 1945年12月に建造中止。 |
| 後期型   | n/a | ナヴァリノ HMS Navarino         | ナヴァリノの海戦                     | キャメル・レアード              | 1944年 5月 | 1945年 9月21日 | 1945年12月に建造中止。 | 1945年12月に建造中止。 |
| 後期型   | n/a | サン・ドミンゴ HMS San Domingo  | サン・ドミンゴ沖の海戦               | キャメル・レアード              | 1944年 12月 | 1945年12月に建造中止。 | 1945年12月に建造中止。 | 1945年12月に建造中止。 |
| 後期型   | n/a | ソンム HMS Somme                | ソンムの戦い                         | キャメル・レアード              | 1944年 12月 | 1945年12月に建造中止。 | 1945年12月に建造中止。 | 1945年12月に建造中止。 |
| 後期型   | n/a | タラヴェラ HMS Talavera         | タラベラの戦い                       | ジョン・ブラウン                | 1944年 8月 | 1945年 8月27日 | 1945年12月に建造中止 | 1945年12月に建造中止 |
| 後期型   | n/a | トリンコマリー HMS Trincomalee  | トリンコマリーの海戦                 | ジョン・ブラウン                | 1945年 2月 | 1946年 1月8日 | 1945年12月に建造キャンセル ドックを開けるため進水段階まで建造され、進水後に解体。 | 1945年12月に建造キャンセル ドックを開けるため進水段階まで建造され、進水後に解体。 |
| 後期型   | n/a | ウォータールー HMS Waterloo     | ワーテルローの戦い                   | フェアフィールド                | 1945年 6月 | 1945年12月に建造中止。 | 1945年12月に建造中止。 | 1945年12月に建造中止。 |
| 後期型   | n/a | イープル HMS Ypres              | イーペルの戦い                       | フェアフィールド                | 1945年12月の建造中止に伴い、起工キャンセル。1946年9月5日にデアリング級駆逐艦「ディスダイン (HMS Disdain)」として起工。 後に艦名を「デライト (HMS Delight, D119)」に改名し、1953年10月9日に就役。 | 1945年12月の建造中止に伴い、起工キャンセル。1946年9月5日にデアリング級駆逐艦「ディスダイン (HMS Disdain)」として起工。 後に艦名を「デライト (HMS Delight, D119)」に改名し、1953年10月9日に就役。 | 1945年12月の建造中止に伴い、起工キャンセル。1946年9月5日にデアリング級駆逐艦「ディスダイン (HMS Disdain)」として起工。 後に艦名を「デライト (HMS Delight, D119)」に改名し、1953年10月9日に就役。 | 1945年12月の建造中止に伴い、起工キャンセル。1946年9月5日にデアリング級駆逐艦「ディスダイン (HMS Disdain)」として起工。 後に艦名を「デライト (HMS Delight, D119)」に改名し、1953年10月9日に就役。 |
| 後期型   | n/a | ヴィミエラ HMS Vimiera          | ビメイロの戦い                       | キャメル・レアード              | 本艦はいったんキャンセルされた後、デアリング級駆逐艦「ダナエー (HMS Danae)」として発注されるが、1945年12月に建造キャンセル。                                                                     | 本艦はいったんキャンセルされた後、デアリング級駆逐艦「ダナエー (HMS Danae)」として発注されるが、1945年12月に建造キャンセル。                                                                     | 本艦はいったんキャンセルされた後、デアリング級駆逐艦「ダナエー (HMS Danae)」として発注されるが、1945年12月に建造キャンセル。                                                                     | 本艦はいったんキャンセルされた後、デアリング級駆逐艦「ダナエー (HMS Danae)」として発注されるが、1945年12月に建造キャンセル。                                                                     |
| 豪海軍型 | D59 | アンザック HMAS Anzac           | オーストラリア・ニュージーランド軍団 | ウィリアムズタウン造船所        | 1946年 9月23日 | 1948年 8月20日 | 1951年 3月14日 | 1966年12月から1967年3月にかけて、練習艦に改装。1974年10月4日に退役。 1975年11月24日、スクラップとして売却                                                                                        |
| 豪海軍型 | D37 | トブルク HMAS Tobruk            | トブルク包囲戦                       | コッカトゥー島造船所            | 1946年 8月5日 | 1947年 12月20日 | 1950年 5月8日 | 1960年10月20日に退役。 1972年、スクラップとして売却 |